# أندي هاريز
أندي هاريز (بالإنجليزية: Andy Harries) هو منتج تلفزيوني ومخرج بريطاني، ولد في 7 أبريل 1954 في إنفرنيس في المملكة المتحدة.

## وصلات خارجية
- أندي هاريز على موقع IMDb (الإنجليزية)
- أندي هاريز على موقع ألو سيني (الفرنسية)
- أندي هاريز على موقع أول موفي (الإنجليزية)
- أندي هاريز على موقع قاعدة بيانات برودواي على الإنترنت (الإنجليزية)
- أندي هاريز على موقع قاعدة بيانات الأفلام السويدية (السويدية)
- أندي هاريز على موقع قاعدة بيانات الفيلم (الإنجليزية)
- أندي هاريز على موقع كينوبويسك (الروسية)